# 大国主
大国主（オオクニヌシ、歴史的仮名遣：オホクニヌシ）は、日本神話に登場する神。国津神の代表的な神で、国津神の主宰神とされる。

## 神話における記述

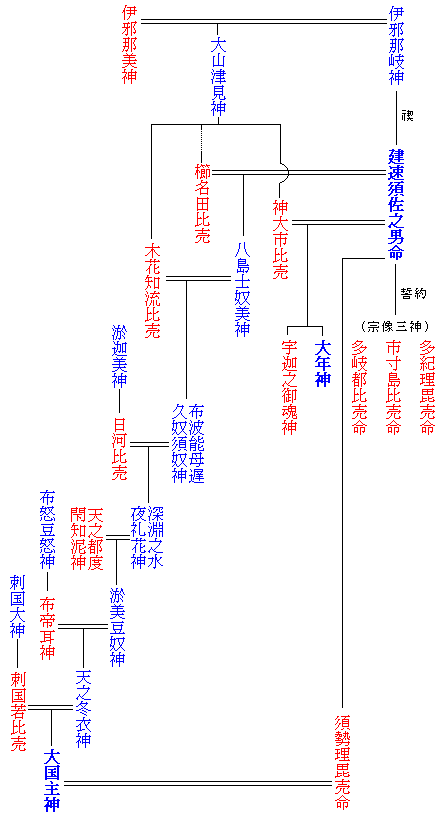
須佐之男命から大国主神までの系図（『古事記』による）。青は男神、赤は女神

『古事記』・『日本書紀』の異伝や『新撰姓氏録』によると、須佐之男命（すさのおのみこと）の六世の孫、また『日本書紀』の別の一書には七世の孫などとされている。父は天之冬衣神（あめのふゆきぬのかみ）、母は刺国若比売（さしくにわかひめ）。また『日本書紀』正文によると素戔嗚尊（すさのおのみこと）の息子。日本国を創った神とされている。
須佐之男命の娘である須勢理毘売命（すせりびめのみこと）との婚姻の後にスクナビコナと協力して天下を経営し、禁厭（まじない）、医薬などの道を教え、大物主神（おおものぬしかみ）を祀ることによって葦原中国（あしはらのなかつくに）の国作りを完成させる。だが、高天原（たかあまのはら）からの高御産巣日神（たかみむすびのかみ）の使者に国譲りを要請され、対話と武力を交えた交渉の末に幽冥界の主、幽事の主宰者となった。国譲りの際にかつて須佐之男命から賜って建立した「富足る天の御巣の如き」大きな宮殿（出雲大社）を修復してほしいと条件を出したことに天津神（あまつかみ）が同意したことにより、このときの名を杵築大神（きづきのおおかみ）ともいう。
大国主神を扱った話として、因幡の白兎の話、根の国訪問の話、沼河比売への妻問いの話が『古事記』に、国作り、国譲り等の神話が『古事記』と『日本書紀』に記載されている（但し、『日本書紀』では「大国主神」という神名ではない）。『出雲国風土記』においても多くの説話に登場し、例えば意宇郡母里郷（現在の島根県安来市）の条には「越八口」を大穴持命が平定し、その帰りに国譲りの宣言をしたという説話がある。また山陰、四国、近畿、三遠信、北陸、関東など広範囲における地方伝承にも度々登場する。
- 因幡の白兎
- 大国主の神話（八十神の迫害・根の国訪問・大国主の妻問い）
- 大国主の国づくり
- 葦原中国平定

## 別称
- 大国主は多くの別名を持つ。（※名義は新潮日本古典集成神名釈義から[1]） 同名の記載順は『古事記』、『日本書紀』、『風土記』、『旧事紀』、その他祝詞や神社とする。
- 大国主神（おおくにぬし の かみ）・大国主大神 - 根国から帰ってからの名。「偉大な国の主人」の意。
- 大穴牟遅神（おおあなむぢ-）・大己貴命（おおなむち-）・於褒婀娜武智（おほあなむち-）・大穴持命（おおあなもち-、『出雲国風土記』、『伊予国風土記』逸文での表記』）・大汝命（おおなむち-、『播磨国風土記』での表記）・大名持神（おおなもち-）・国作大己貴命（くにつくりおおなむち-） - 誕生後の名。
- 八千矛神（やちほこ-） - 沼河比売との歌物語での名。「多くの矛」の意。
- 葦原色許男・葦原醜男・葦原志許乎/葦原志挙乎命（あしはらのしこを） - 根国での侮蔑を込めた呼称。「地上の現実の国にいる醜い男」の意。
- 三諸神（みもろ の かみ）・大物主神（おおものぬし-）・八戸挂須御諸命/大物主葦原志許（やとかけすみもろ の みこと/おおものぬしあしはらのしこ、『播磨国風土記』での表記） - 『古事記』においては別の神、『日本書紀』においては国譲り後の別名。「偉大な精霊の主」の意。
- 宇都志国玉神（うつしくにたま-）・顕国玉神 - 根国から帰ってからの名。「現実の国の神霊」の意。
- 大国魂神（おおくにたま-） - 各地の神社で同一視される。「偉大な国の神霊」の意。
- 伊和大神（いわ の おおかみ）・国堅大神（くにかためましし おおかみ）・占国之神（くにしめましし かみ）・大神 - 伊和神社主神 - 『播磨国風土記』での呼称。
- 所造天下大神（あめのしたつくらしし おおかみ） - 『出雲国風土記』における尊称。「地上の国造った神」の意。
- 八嶋士奴美神（やしましぬみの）・清之湯山主三名狹漏彥八嶋篠（すかのゆやまぬしみなさろひこやしましの）・清之湯山主三名狹漏彥八嶋野（すかのゆやまぬしみなさろひこやしまの） - 『先代旧事本紀』での呼称。
- 地津主大己貴神（くにつぬしおおなむち の かみ）・国作大己貴神（くにつくりおおなむちのかみ） - 祝詞『大国神甲子祝詞』での呼称。
- 幽世大神（かくりよ の おおかみ） - 祝詞『幽冥神語』での呼称。
- 幽冥主宰大神 （かくりごとしろしめすおおかみ） - 「幽冥界を主宰する神」の意。
- 杵築大神（きづき の おおかみ）

このうち、大穴牟遅神について、記紀神話で少名毘古那神と連携して国土経営を行って著しい功績を残し、2神は多くの伝承に連称して現れる。
白鳥庫吉は「オオナ」は「スクナ」（少兄、宿禰）に対する「大兄」と解釈している。
また「ナ」の文献上の表記例では、和名類聚抄では大穴はオホナと発音が振られ、古事記では「大穴牟遅」、日本書紀の万葉仮名では「オホアナムチ」、万葉集では「大穴道」などと表記されるため「洞窟」を指す言葉だと推定されている。
また「ムチ」は「貴い神」を表す尊称で、神名に「ムチ」が附く神は大己貴のほかには大日孁貴（オオヒルメムチ、天照大御神の別名）、道主貴（ミチヌシノムチ、宗像三女神の別名）、布波能母遅久奴須奴神、八島牟遅能神など、わずかしか見られない。

## 妻・子孫

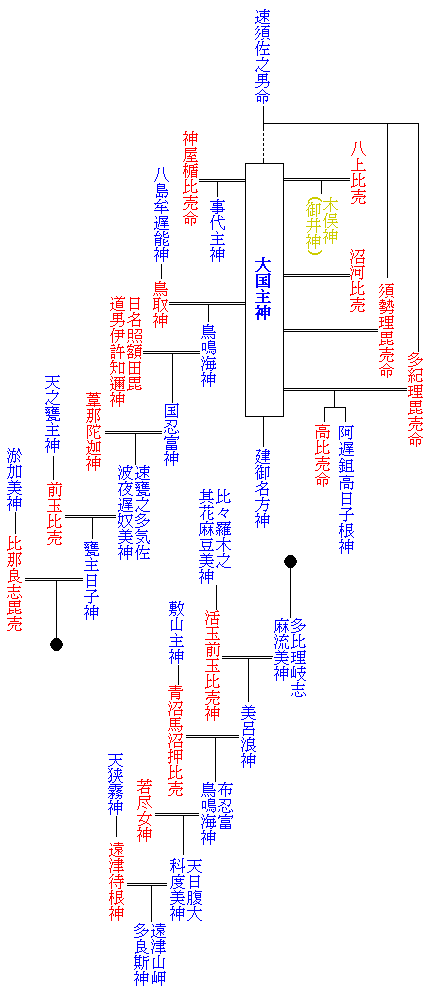
大国主の系図（『古事記』による）。青は男神、赤は女神、黄は性別不詳

大国主は様々な女神との間に多くの子供をもうけており、記紀・『先代旧事本紀』・『出雲国風土記』に記載されている他、各地の神社社伝にも名がある。子供の数は『古事記』には180柱、『日本書紀』には181柱と書かれている。
- 嫡后：須勢理毘売命（すせりびめ の みこと、須勢理姫命、『日本書紀』では須勢理姫神）  - 須佐之男命の娘。なお、『出雲国風土記』によれば和加須世理比売命（わかすせりひめ の みこと）が神門郡滑狭郷の妻であるという。
- 妻：多紀理毘売命（たぎりびめ の みこと、『日本書紀』では田心姫命、『播磨国風土記』では奥津嶋比売命）  - 須佐之男命の娘で宗像三女神の長女。宗像の奥都島（おきつしま）に鎮座。

  - 子：阿遅鉏高日子根神（あじすきたかひこね の かみ、『古事記』では他に迦毛大御神、『日本書紀』では味耜高彦根神、『出雲国風土記』では阿遅須枳高日子命）    - 天若日子と容姿が酷似する。『出雲国風土記』によれば、神門郡高岸郷・仁多郡三沢郷の子だという。葛城の高鴨神社祭神。

  - 娘：下光比売命（したてるひめ の みこと、高比売命、下照比売、稚国玉、『日本書紀』では下照姫命）    - 天若日子の妻。大倉比売神社祭神。
- 妻：神屋楯比売命（かむやたてひめ の みこと、多岐都比売命、『日本書紀』では高津姫神）  - 出自不明。高津姫神は須佐之男命の娘で宗像三女神の次女で、辺都宮（へつみや）に鎮座。

  - 子：事代主神（ことしろぬし の かみ、都味歯八重事代主神）[4]     - 鴨都波神社・天高市神社・飛鳥坐神社祭神。賀茂氏・大神氏の祖。

  - 娘：高照光姫命（たかでるひめ の みこと）[5]     - 御歳神社祭神。
- 妻：八上比売（やがみひめ、『先代旧事本紀』では稲羽八上姫）  - 因幡の白兎の段に登場。

  - 子：木俣神（きのまた の かみ、御井神）[6]     - 木俣に刺し挟まれたことからの名。
- 妻：沼河比売（ぬなかわひめ、こし の ぬながわひめ、『先代旧事本紀』では高志沼河姫、『出雲国風土記』では奴奈宜波比売命）  - 高志国における妻問いの相手。『出雲国風土記』によれば高志八口の妻で、間に御穂須須美命が生まれたという。奴奈川神社祭神。

  - 子：建御名方神（たけみなかた の かみ）[6]     - 諏訪氏、守矢氏の祖であるともいう。諏訪大社祭神。
- 妻：鳥取神（ととり の かみ、鳥耳神、鳥甘神）  - 八島牟遅能神（やしまむぢ の かみ）の娘。

  - 子：鳥鳴海神（とりなるみ の かみ）    - この神を含む系譜は十七世神と称される。

### 『出雲国風土記』のみ登場の妻子

#### 妻
- 綾門日女命（あやとひめ の みこと） - 宇賀郷での妻。
- 真玉著玉之邑日女命（またまつくたまのむらひめ の みこと） - 神門郡朝山郷の妻。
- 八野若日女命（やののわかひめ の みこと） - 神門郡八野郷の妻。

#### 子
- 山代日子命（やましろひこ の みこと） - 意宇郡山代郷
- 御穂須須美命（みほすすみ の みこと） - 島根郡美保郷
- 和加布都努志能命（わかふつぬし の みこと） - 秋鹿郡大野郷、出雲郡美談郷
- 阿陀加夜努志多伎吉比売命（あだかやぬしたききひめ の みこと） - 神門郡多伎郷

### 『播磨国風土記』のみ登場の妻子

#### 妻
- 弩都比売（のつひめ）
- 許乃波奈佐久夜比売命（このはなさくやひめ の みこと）

#### 子
- 火明命（ほあかり の みこと） - 弩都比売との子
- 阿賀比古・阿賀比売（あがひこ・あがひめ） - 飾磨郡英賀郷
- 伊勢都比古命・伊勢都比売命（いせつひこ の みこと・いせつひめ の みこと） - 揖保郡林田郷
- 石龍比古命・石龍比売石（いわたつひこ の みこと・いわたつひめ の みこと） - 揖保郡出水郷
- 建石敷命（たけいわしき の みこと、建石命） - 神前郡
- 玉足日子・玉足比売命（たまたらしひこ・たまたらしひめ の みこと） - 讃容郡雲濃郷
- 爾保都比売神（にほつひめ の かみ） - 丹生都比売神社祭神

### 神社社伝にのみ登場の妻子
- 白比古神（しらひこ の かみ） - 白比古神社の祭神[7]。大己貴命の御子神。
- 奈鹿曽彦命・奈鹿曽姫命（なかそひこ の みこと・なかそひめ の みこと） - 奈鹿曽彦神社・奈鹿曽姫神社の祭神[8][9]。大国主神の子である兄妹神。
- 妻：天止牟移比売（あめのとむいひめ） - 『粟鹿大明神元記』
  - 子：天美佐利命（あめのみさり の みこと） - 粟鹿神社の祭神。
- 妻：国安珠姫（くにやすたまひめ） - 岩木山神社の書物『岩木山縁起』が出典で、安寿姫と同一か。
  - 子：往来半日（読み不明、洲東王） - 『岩木山縁起』

## 後裔
- 三輪氏（みわうじ）  - 大国主神の子・事代主神または大物主神を祖とする氏族。大神神社社家。
- 鴨氏（かもうじ）  - 事代主神の後裔・大鴨積命に始まる氏族。三輪氏同族で鴨都波神社社家。
- 石辺氏（いそべうじ）  - 三輪氏同族。
- 宗像氏（むなかたうじ）  - 事代主神の後裔・阿田賀田須命の後裔。三輪氏同族で宗像大社社家。
- 諏訪氏（すわうじ）  - 大国主神の子・建御名方神を祖とする氏族。諏訪大社社家を歴任。
- 守矢氏（もりやうじ）  - 建御名方神の子・片倉辺命を祖とする氏族。諏訪大社社家を歴任。
- 億岐氏（おきうじ）  - 事代主神の子・天八現津彦命を祖とする氏族。意岐国造・隠岐国国司・玉若酢命神社社家を歴任。
- 長氏（ながうじ）  - 事代主神の子・天八現津彦命を祖とする氏族。長国造・御間都比古神社社家を歴任。
- 都佐氏（とさうじ）  - 事代主神の子・天八現津彦命を祖とする氏族。都佐国造・土佐神社社家を歴任。
- 波多氏（はたうじ）  - 事代主神の子・天八現津彦命を祖とする氏族。波多国造・高知坐神社社家を歴任。
- 依網氏（よさみうじ）  - 事代主神の子・天八現津彦命を祖とする氏族。

## 信仰
『古事記』上つ巻、及び『日本書紀』神代紀（下）に拠れば、スクナビコナらと共に「大国主神が行った国作りとは、人々に農業や医術を教え、生活や社会を作ること」であったとされる。荒ぶる八十神を平定して日本の国土経営の礎を築いた。また出雲大神には祟り神としての側面があり、転じて「病を封じる神（医療神）」になったという。古事記には、出雲大神の祟りで口がきけなかった本牟智和気命（垂仁天皇第一皇子）が、出雲大神に参拝することで口が利けるようになったとの逸話がある。
医療神としての信仰の事例を近世挙げると、1883年（明治16年）10月に明治天皇皇后（昭憲皇太后）もしくは大正天皇の生母柳原愛子が病弱だった明宮（のち大正天皇）の健康を祈り、出雲大社より大国主の分霊をとりよせ、明宮が生活していた中山忠能邸の神殿に祀っている。
大正天皇は皇太子時代の1907年（明治40年）5月27日、軍令部長東郷平八郎大将と共に、出雲大社を参拝した。先述の「記紀にて人々に医術を教えた事による医療神信仰」に加えて、大正天皇は己卯の年の生まれ（平易に言えば干支は卯年の生まれ）であるので、（大国主の兄弟神たち・八十神に嘘の治療法を教えられて浜辺で泣いていた兎を正しい治療法・蒲の穂の花粉で癒やしたという因幡の白兎の）逸話等から験を担いだものとされる。

### 神仏習合
「大国」はダイコクとも読めることから同じ音である大黒天（大黒様）と習合していった。

## 祀る神社
大国主神を祀る神社は非常に多く、全国の一宮を中心に無数に存在するため、ここでは主な神社を列挙する。
- 出雲大社（島根県出雲市）
- 物部神社　境内　稲荷神社、一宮祖霊社（島根県大田市）
- 大洗磯前神社（茨城県大洗町）
- 大中神社（茨城県常陸太田市）
- 神田明神（東京都千代田区）
- 大國魂神社（東京都府中市）
- 氷川神社（埼玉県さいたま市）
- 一之宮貫前神社　境内　咲前神社（群馬県富岡市）
- 二荒山神社（栃木県宇都宮市）
- 日光二荒山神社（栃木県日光市）
- 大前神社（栃木県真岡市）
- 高瀬神社（富山県南砺市）
- 気多大社（石川県羽咋市）
- 気多本宮（石川県七尾市）
- 小国神社（静岡県周智郡）
- 富士山本宮浅間大社　境内　久須志神社（静岡県富士宮市）
- 諏訪大社　境内　大国主社、秋宮恵比寿社（長野県諏訪市、諏訪郡）
- 南宮大社　境内　樹下神社（岐阜県不破郡）
- 飛騨一宮水無神社（岐阜県高山市）
- 日吉大社　西本宮（滋賀県大津市坂本）
- 建部大社（滋賀県大津市）
- 砥鹿神社（愛知県豊川市）
- 出雲大神宮（京都府亀岡市）
- 愛宕神社（京都府亀岡市）
- 一宮神社（京都府福知山市）
- 地主神社（京都府京都市）
- 大国主神社（大阪府大阪市）
- 道明寺天満宮　境内　元宮土師社（大阪府藤井寺市）
- 蟻通神社（大阪府泉佐野市）
- 大神神社（奈良県桜井市）
- 大名持神社 (奈良県吉野郡)
- 有間神社（兵庫県神戸市北区）
- 高砂神社（兵庫県高砂市）
- 伊和神社（兵庫県宍粟市）
- 中山神社　境内　国司社（岡山県津山市）
- 飛瀧神社（和歌山県那智勝浦町）
- 金刀比羅宮（香川県仲多度郡）
- 八桙神社（徳島県阿南市）
- 薬師神社 - 全国各地

ほか、全国の出雲神社で祀られている。また北海道神宮（北海道札幌市）をはじめ北海道内のいくつかの神社では、「開拓三神」として大国魂神・少彦名神と共に祀られている。